# Békés
Cet article concerne un comitat de Hongrie. Pour la population des Antilles françaises, voir Béké. Pour la ville de Hongrie, voir Békés (ville).
Békés (hongrois : Békés [ˈbeː.keːʃ] ou Békés vármegye) est un comitat de l’est de la Hongrie. La capitale du comitat se nomme Békéscsaba. Il fait partie de l'Eurorégion Danube-Criș-Mureș-Tisa.

## Localisation
Békés se trouve dans la Plaine de Pannonie. Par conséquent le comitat ne possède pas beaucoup de reliefs. La rivière Körös traverse cette  zone.
Békés possède aussi de riche ressources en gaz. En effet la région produit un cinquième du gaz hongrois.

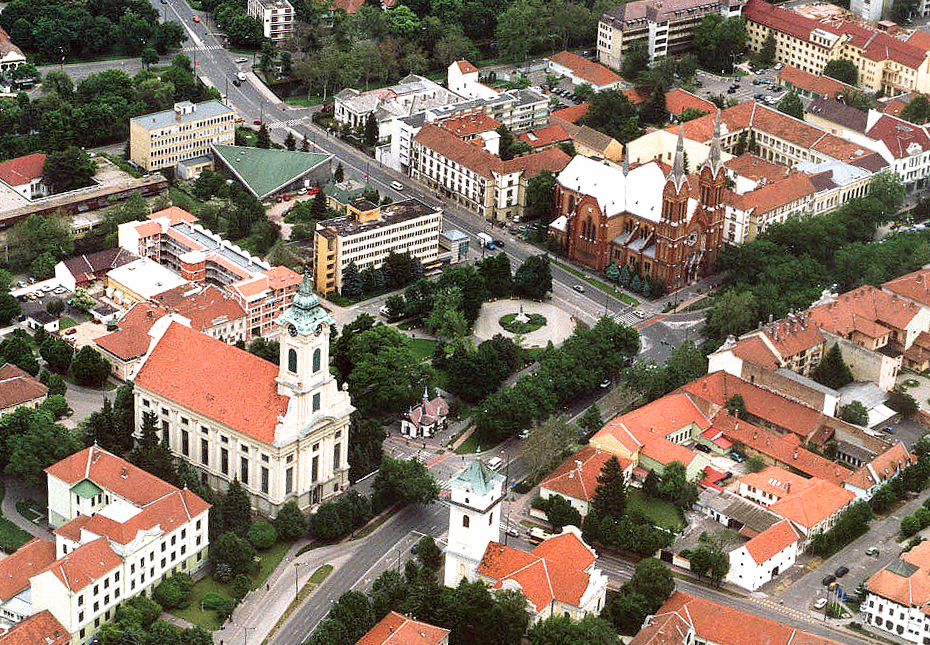
Békéscsaba

## Population
Békés compte 377000 habitants en 2008, dont 60 % se trouvent dans les villes. Plusieurs minorités se trouvent sur ce comitat. Les plus nombreux sont les Slovaques, devant les Roumains, les Germains et les Serbes.

## Organisation administrative

### Districts
Jusqu'en 2013, la région était divisée en micro-régions statistiques (kistérség). À la suite de la réforme territoriale du 1er janvier 2013, elles ont été remplacées par les districts (járás) qui avaient été supprimés en 1984. Désormais, le comitat est subdivisé en 9 districts :
| District                   | Siège          | Superficie | Population | Localités |
| -------------------------- | -------------- | ---------- | ---------- | --------- |
| District de Békés          | Békés          | 525,24     | 37 251     | 7         |
| District de Békéscsaba     | Békéscsaba     | 636,16     | 85 454     | 9         |
| District de Gyomaendrőd    | Gyomaendrőd    | 686,21     | 23 529     | 5         |
| District de Gyula          | Gyula          | 413,22     | 42 264     | 4         |
| District de Mezőkovácsháza | Mezőkovácsháza | 881,49     | 38 276     | 18        |
| District d'Orosháza        | Orosháza       | 717,18     | 50 835     | 8         |
| District de Sarkad         | Sarkad         | 570,97     | 22 363     | 11        |
| District de Szarvas        | Szarvas        | 485,06     | 28 755     | 6         |
| District de Szeghalom      | Szeghalom      | 714,19     | 29 013     | 7         |